# Kościół św. Teresy Benedykty od Krzyża w Pogórzu
Kościół św. Teresy Benedykty od Krzyża w Pogórzu – rzymskokatolicki kościół filialny w Pogórzu, należący do parafii Nawiedzenia Najświętszej Maryi Panny w Łączniku, w dekanacie Biała, diecezji opolskiej.

## Historia
Do 1994 msze w Pogórzu były odprawiane w kaplicy św. Jana Nepomucena i św. Rocha z 1861. Wybudowanie kościoła w Pogórzu było inicjatywą proboszcza parafii Nawiedzenia Najświętszej Maryi Panny w Łączniku Manfreda Słabonia. W pierwszej połowie lat 80. XX wieku przeprowadził wśród mieszkańców Pogórza ankietę, w której 94% zapytanych opowiedziało się za budową kościoła. Kuria biskupia w Opolu zaakceptowała plany dotyczące budowy kościołów w Pogórzu i Mosznej, jednak wicewojewoda opolski nie zgodził się na wydanie zezwolenia na budowę kościoła w Pogórzu.
W latach 90. XX wieku mieszkańcy Pogórza wraz z proboszczem odkupili wystawiony na sprzedaż sklep spożywczy Gminnej Spółdzielni „Samopomoc Chłopska”. Wnętrze sklepu zostało przebudowane na kaplicę św. Rocha, w której przez następne osiem lat były odprawiane msze.
11 marca 2002 rozpoczęto przygotowania terenu pod budowę kościoła. Zburzona została niedokończona szatnia klubu piłkarskiego LZS Pogórze i kaplica św. Rocha, z których cegły zostały wmurowane w nową świątynię. 23 kwietnia 2002 wykopano dół na piwnicę pod ołtarzem. 3 maja 2002 rozpoczęta została budowa kościoła. Do 13 maja postawiono ściany piwnicy, a 15 maja zalano jej sufit. 17 maja rozpoczęto kopanie fundamentów, a jedenaście dni później przystąpiono do ich zalewania. Na początku czerwca rozpoczęto murowanie ścian. 23 czerwca 2002 prałat Mikołaj Mróz wmurował kamień węgielny, poświęcony w 1983 podczas pielgrzymki Jana Pawła II na Górę Świętej Anny.
W 2003 wybudowano wieżę, a w 2004 wykonano dach. Pierwsza msza we wówczas jeszcze niedokończonym kościele została odprawiona w 2006 jako msza żniwna w intencji rolników. W tym samym roku w kościele celebrowano pasterkę. Budowa kościoła w Pogórzu zakończyła się w 2009. W tym samym roku obiekt został konsekrowany. Zgodnie z życzeniem arcybiskupa Alfonsa Nossola, świątynia została poświęcona Edycie Stein (Teresa Benedykta od Krzyża).

## Architektura

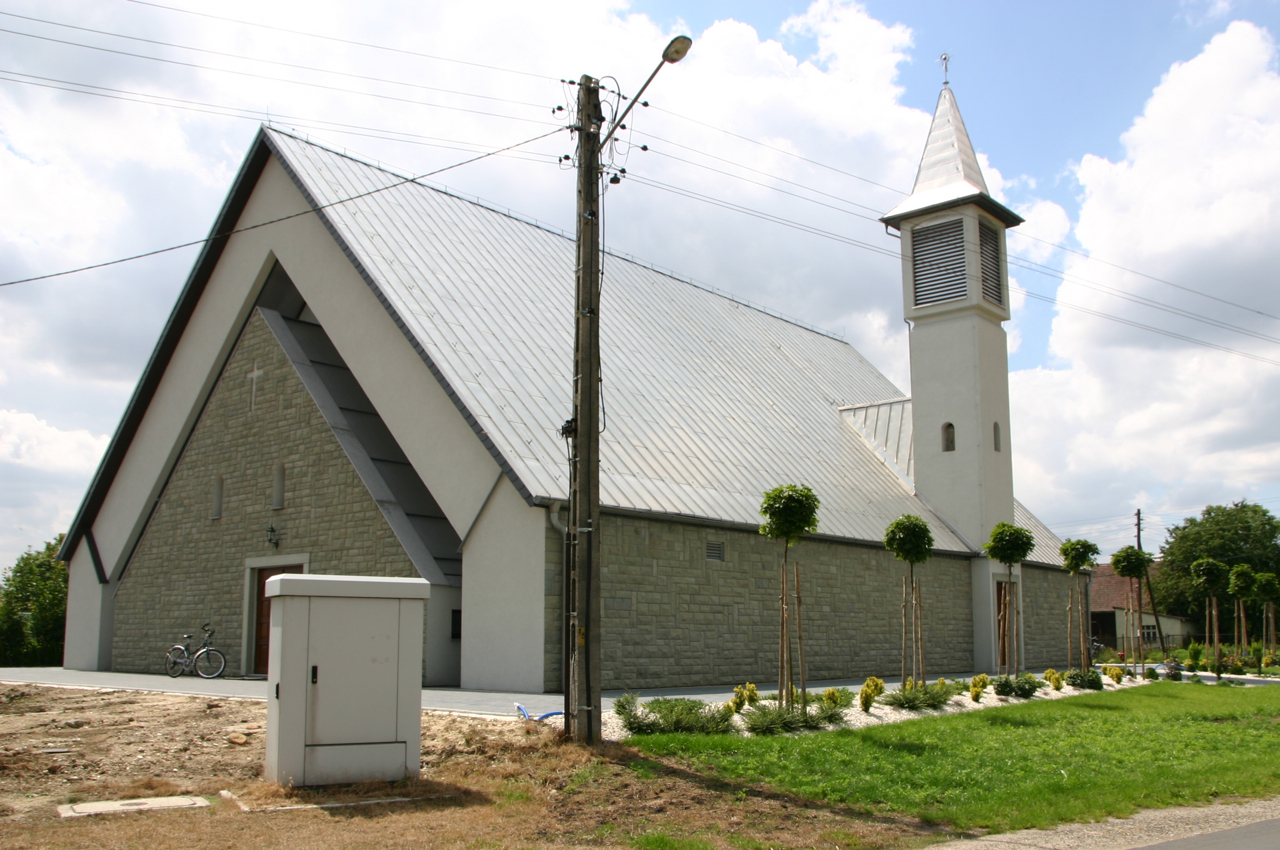
Kościół od strony północno-wschodniej

Projektantem kościoła był architekt Jan Oleniecki. W projekcie, zgodnie z prośbą proboszcza, obiektowi zostały nadane cechy śląskiej architektury wiejskiej.
Światło wchodzi do kościoła na sposób tęczy przez kilkunastometrowe okna znajdujące się pod frontalnymi krawędziami dachu. Ściany boczne pozbawione są okien. Nad wejściem głównym umieszczono dwie wnęki w kształcie podwójnego okna na figury.
Konstrukcja dachu jest stalowa, waży 47 ton. Jego pokrycie zostało wykonane z aluminiowej blachy. Na dachu wieży ustawiono krzyż monstracyjny.